# Daniele Ragatzu
Daniele Ragatzu, né le 21 septembre 1991 à Cagliari, en Sardaigne, est un footballeur italien évoluant au poste d'attaquant à Olbia Calcio.